# Lamotte-Brebière
 Lamotte-Brebière (picardisch: L’Motte-Brebière) ist eine nordfranzösische Gemeinde mit 244 Einwohnern (Stand 1. Januar 2022) im Département Somme in der Region Hauts-de-France. Die Gemeinde liegt im Arrondissement Amiens, im Kanton Amiens-3 und ist Teil der Communauté de communes du Val de Somme.

## Geographie
Bussy liegt rund fünf Kilometer östlich von Amiens am rechten Ufer der Somme. Durch das Gemeindegebiet verläuft die Bahnstrecke Paris–Lille mit einem 2011 geschlossenen Haltepunkt.
| 1962 | 1968 | 1975 | 1982 | 1990 | 1999 | 2006 | 2018 |
| ---- | ---- | ---- | ---- | ---- | ---- | ---- | ---- |
| 123  | 132  | 180  | 200  | 215  | 242  | 216  | 218  |

## Sehenswürdigkeiten
- moderne Kirche Saint-Léger